# Дмитрий Мстиславич
Дмитрий Мстиславич (?—31 мая 1223) — князь Козельский с 1216/1219, сын козельского и черниговского князя Мстислава Святославича от брака с ясской княжной Марфой. 

## Происхождение
Исследователи сопоставляют Дмитрия черниговского, убитого татарами из Любецкого синодика (поз.34) без отчества, с упомянутым в летописях безымянным сыном Мстислава Святославича, погибшим на Калке вместе с отцом.
Татищев В. Н. на основании неизвестных источников называл погибшего на Калке княжича Василько. Войтович Л. В. предположил, что Василько — личное имя князя, а Дмитрий — его церковное имя.
Н. А. Баумгартен на основании Любецкого синодика считал, что Дмитрий был черниговским князем. Однако его позиция поддержки не получила. Войтович считает, что Дмитрий после того, как его отец стал черниговским князем, получил козельский удел.
Дмитрий Мстиславич упоминается в Елецком и Северском синодиках дополнительно к Дмитрию «черниговскому». Квашнин-Самарин Н. Д. обращал внимание на то, что во время монгольского нашествия на Русь в Козельске княжил ещё юный князь, и считал Дмитрия, Андрея, Ивана и Гавриила Мстиславичей сыновьями Мстислава Глебовича.

## Семья и дети
Согласно Любецкому синодику, жену Дмитрия звали Мамелфа. Дети:
- Михаил — в летописях он не упоминается, однако его имя есть в Любецком синодике (№ 35), где он назван великим князем черниговским[2]. Келембет С. Н. считает его отца, Дмитрия черниговского синодика, не Мстиславичем, а Михайловичем, сыном Михаила Романовича брянского[7].
- Фёдор — в летописях он не упоминается, однако его имя есть в Любецком синодике (№ 35)[2].